# 先進攝影系統C型

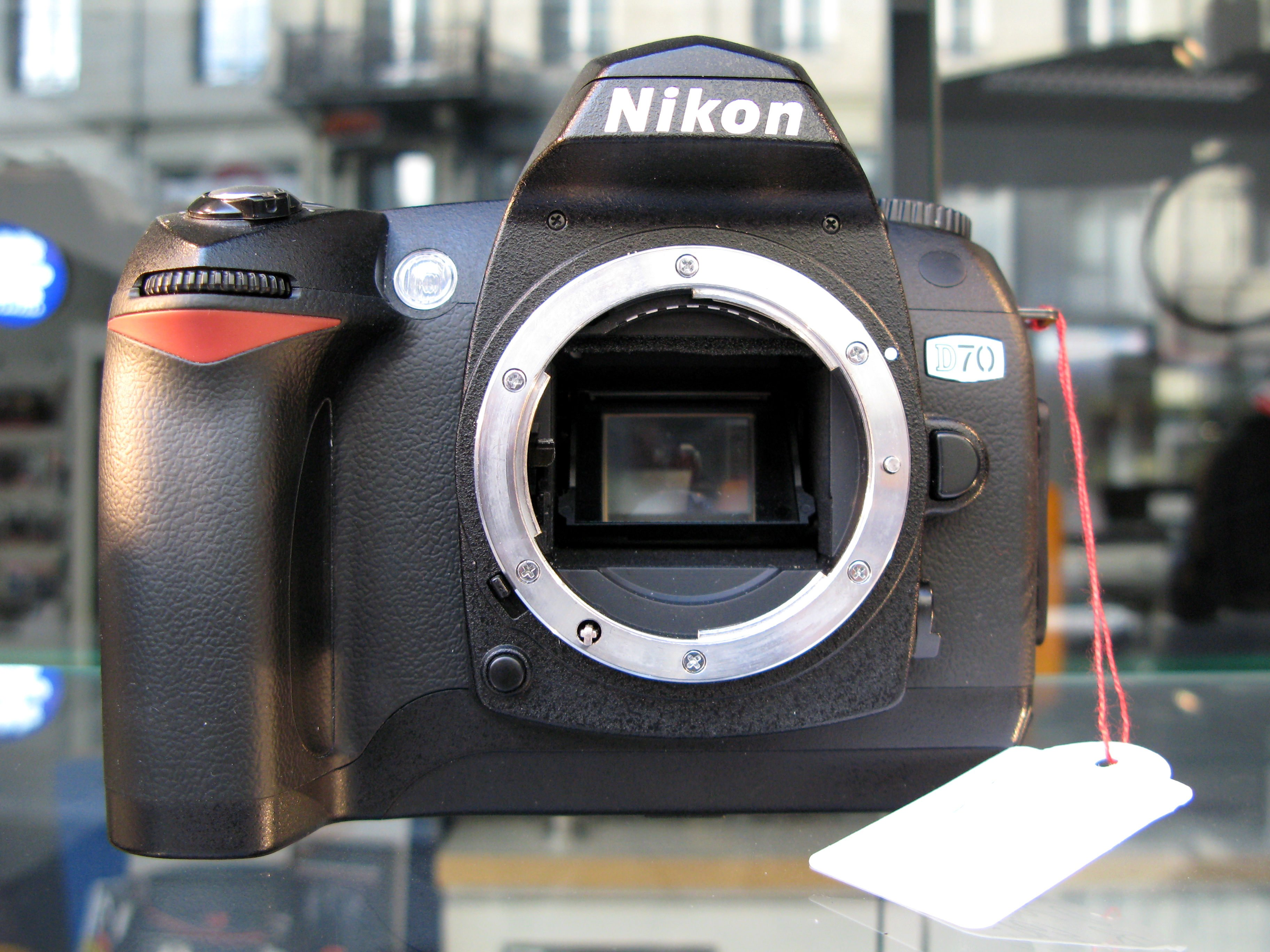
尼康D70，一台典型的APS-C数码相机。

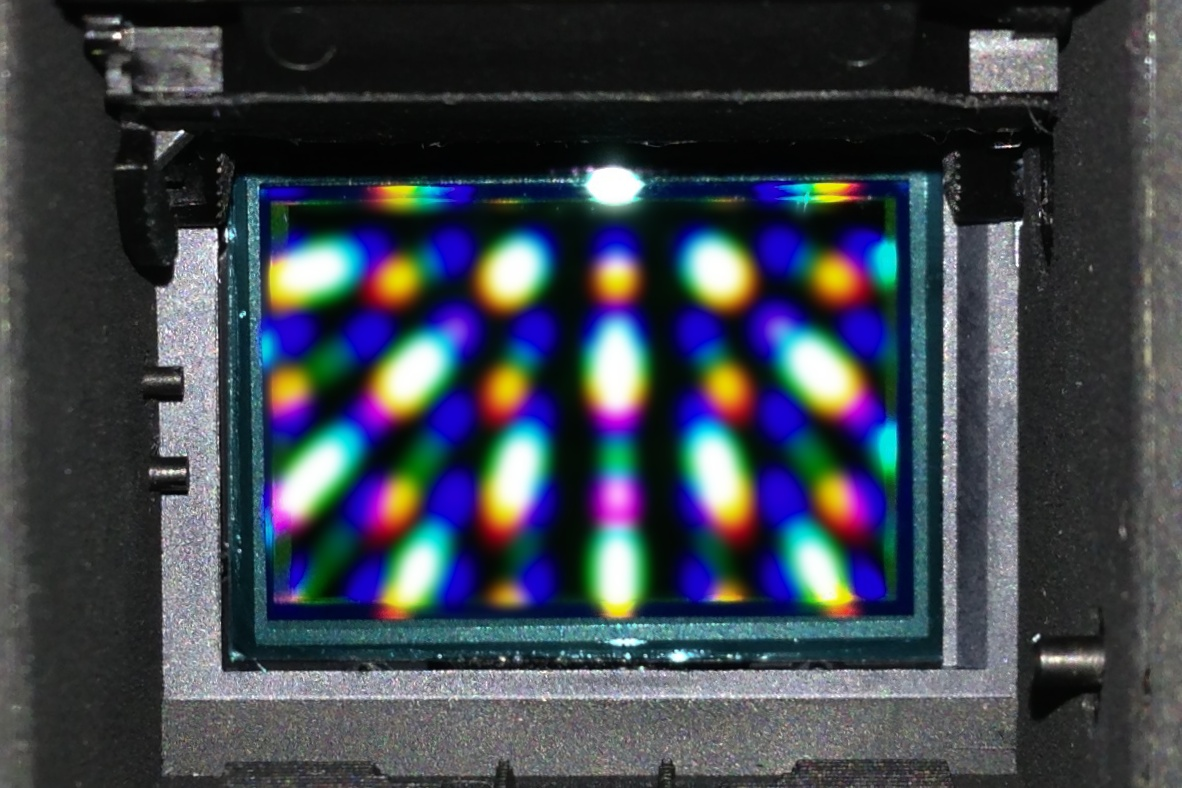
Canon公司的CMOS感光元件

先进摄影系统C型（英語：Advanced Photo System type-C），是一种数码相机所使用的感光元件（传感器）规格之一。先進攝影系統是在數位相机普及之前，針對未來數位化時代「基本相機」制定的感光元件規格，有H型、C型、P型三種畫面比例，C型的感光元件大小和傳統底片畫面寬長比例一樣，为3∶2，大約是25.1公釐×16.7公釐，但實際各家廠商的相機尺寸大小略有不同。
APS是1996年由柯達、富士、佳能、美能達、尼康五大廠商所推出，問世以來，前後有50幾家生產廠商加盟。由於数码相机的感光元件很昂貴，因此，其大小對数码相机的價格影響很大，是消費者考慮購買数码相机的一大影響因素。许多數位單眼相機採用APS-C规格的传感器，感光元件面積只有傳統底片36公釐×24公釐的不到一半（大約4⁄9），這通常意味著APS-C相機的解析度像素較全片幅相機低。。
数码相机若具有傳統底片36公釐×24公釐大小的感光元件稱為「全片幅」或「全幅」（full frame）规格。在相同的焦距下，APS-C相機能拍攝出的景物比「全片幅」相機在相同的焦距下视角更窄，所以，能拍攝到的景物也相對只有不到一半。

## 焦距换算率
各家相機生產廠商的APS-C相機的感光元件大小略有不同，幾個主要廠商的APS-C相機的感光元件尺寸大小如下:
- 索尼、尼康、賓得：23.6公釐×15.8公釐
- 佳能：22.3公釐×14.9公釐
- SIGMA：20.7公釐×13.8公釐

因为APS-C尺寸的成像元件是小于全幅的，因此当把全幅相机的镜头安装在APS-C相机时，获得的图像就有所差别。因为光线经过全幅镜头之后获得的成像面积是大于传感器的，因此传感器获得的图像对比全幅传感器获得的就会有种“图片被裁切后”的感觉。譬如，一枚28毫米的镜头用在全幅相机上是作为广角镜头，而用在APS-C相机上时则成像区域变窄，变成一枚标准镜头。想知道一枚全幅镜头在APS-C上能获得相当于在全幅机器上的焦距是多少，就必须先知道换算率。例如换算率是1.6倍的话，28毫米的广角镜头就会变成45毫米，也就是标准镜头了。然而，这个数值只是描述视角相当于全幅镜头的焦距，至于透视关系则不会发生变化。例如拥有夸张畸变效果的鱼眼镜头并不会因此变成广角镜头。
- 1.5x：所有索尼和尼康的非全幅数码单反相机，宾得的新型数码单反（k-m、k-r和k-x等），还有柯尼卡美能达数码单反。
- 1.6x：佳能EOS 7D、650D、600D、550D、500D、450D、60D、70D、1100D、1000D等。
- 1.7x：SIGMA 相機

## APS-C镜头

各种数码相机传感器的尺寸对比图

大部分镜头和相机厂商都根据这种规格的传感器来制造专属的镜头。APS-C机器可以兼容全幅镜头，然而反过来全幅机器如果安装了APS-C镜头的话可能会出现暗角，或者只能使用相当于APS-C大小的感光元件面积。
佳能在2003年随着300D的发布推出了EF-S系列镜头，这些镜头的位置更靠近相机的传感器。这些镜头有几个好处，包括更轻便的尺寸重量和更窄的视角（也就是说焦距更长）。EF-S镜头只能用在佳能APS-C单反上，它们的物理规格是和全幅EF镜头不兼容的，不能安装在全幅单反上。
尼康也有专用于APS-C数码单反的DX格式镜头。这镜头可以安装在全幅D3系列和D700數位單眼上，但可用像素更少。这些镜头如果用在尼康胶片单反上可能会出现鬼影，但焦距伸长则可用。
索尼拥有专用于APS-C机身的DT镜头。这些是用于a100到a700及早期柯美的数码单反上的。物理规格兼容于全幅镜头，但安装在全幅相机如A900和A850上则使用裁切模式，像素减半。

## 註解
1. ↑  不過，也有少數生產廠商有不同的「全片幅」規格定義。